# Niklas Lomb
Niklas Lomb (Köln, 1993. július 28. –) német labdarúgó, a Bayer Leverkusen kapusa.

## Statisztika
| Klub teljesítmény | Klub teljesítmény   | Klub teljesítmény | Bajnokság | Bajnokság | Kupa      | Kupa      | Nemzetközi | Nemzetközi | Összesen | Összesen |
| Szezon            | Klub                | Bajnokság         | Mérk.     | Gólok     | Mérk.     | Gólok     | Mérk.      | Gólok      | Mérk.    | Gólok    |
| Németország       | Németország         | Németország       | Bajnokság | Bajnokság | DFB-Pokal | DFB-Pokal | Nemzetközi | Nemzetközi | Összesen | Összesen |
| ----------------- | ------------------- | ----------------- | --------- | --------- | --------- | --------- | ---------- | ---------- | -------- | -------- |
| 2012–13           | Bayer Leverkusen II | Regionalliga West | 34        | 0         | —         | —         | —          | —          | 34       | 0        |
| 2013–14           | Bayer Leverkusen II | Regionalliga West | 28        | 0         | —         | —         | —          | —          | 28       | 0        |
| 2012–13           | Bayer Leverkusen    | Bundesliga        | 0         | 0         | 0         | 0         | 1          | 0          | 1        | 0        |
| 2013–14           | Bayer Leverkusen    | Bundesliga        | 0         | 0         | 0         | 0         | 0          | 0          | 0        | 0        |
| 2014–15           | Hallescher FC       | 3. Liga           | 13        | 0         | 0         | 0         | 0          | 0          | 13       | 0        |
| 2015–16           | SC Preußen Münster  | 3. Liga           | 37        | 0         | 0         | 0         | 0          | 0          | 37       | 0        |
| 2016–17           | Bayer Leverkusen    | Bundesliga        | 0         | 0         | 0         | 0         | 0          | 0          | 0        | 0        |
| 2017–18           | Bayer Leverkusen    | Bundesliga        | 0         | 0         | 0         | 0         | 0          | 0          | 0        | 0        |
| 2018–19           | SV Sandhausen       | 2. Bundesliga     | 12        | 0         | 2         | 0         | 0          | 0          | 14       | 0        |
| Teljes karrier    | Teljes karrier      | Teljes karrier    | 124       | 0         | 2         | 0         | 1          | 0          | 127      | 0        |